# Albert Meyer (Kardinal)

Wappen von Kardinal Meyer

Albert Gregory Kardinal Meyer (* 9. März 1903 in Milwaukee, Wisconsin, USA; † 9. April 1965 in Chicago) war Erzbischof von Chicago.

## Leben
Gregory Albert Meyer, der Enkel eines deutschen Immigrantenehepaares aus Kalenborn-Scheuern bei Gerolstein (Eifel), besuchte die Schule in Milwaukee und studierte in Milwaukee und Rom die Fächer Katholische Theologie und Philosophie. Am 11. Juli 1926 erhielt er in Rom durch Kardinalvikar Basilio Pompili das Sakrament der Priesterweihe und promovierte dort 1930 zum Doktor der Theologie. 
Ab 1930 war er Kaplan in Waukesha. Von 1931 bis 1946 unterrichtete er am Priesterseminar von Milwaukee, das er ab 1937 als Regens leitete. Am 14. Februar 1938 verlieh ihm Papst Pius XI. den Titel eines Hausprälaten seiner Heiligkeit. 
Am 18. Februar 1946 ernannte ihn Papst Pius XII. zum Bischof von Superior. Die Bischofsweihe spendete ihm der Erzbischof von Milwaukee, Moses Elias Kiley, am 11. April desselben Jahres. Mitkonsekratoren waren der Bischof von Fargo, Aloysius Muench, und sein Amtsvorgänger, der zum Bischof von Madison ernannte William Patrick O’Connor.
Papst Pius XII. ernannte Albert Meyer am 21. Juli 1953 zum Erzbischof von Milwaukee. Am 19. September 1958 wurde er zum Erzbischof von Chicago ernannt. Papst Johannes XXIII. nahm ihn am 14. Dezember 1959 als Kardinalpriester mit der Titelkirche Santa Cecilia in das Kardinalskollegium auf. Albert Meyer nahm in den Jahren 1962 bis 1965 an den ersten drei Sitzungsperioden des Zweiten Vatikanischen Konzils teil. Er verstarb nach einem Herzinfarkt im Mercy Hospital zu Chicago und wurde auf dem Seminarfriedhof von Mundelein in der Erzdiözese Chicago bestattet.